# 이곡동
이곡동(梨谷洞)은 대한민국 대구광역시 달서구의 법정동이다.

## 교통
- ● 대구 도시철도 2호선 성서산업단지역, 이곡역

## 교육
- 성곡초등학교
- 성서초등학교
- 와룡초등학교
- 이곡초등학교
- 성지중학교
- 와룡중학교
- 이곡중학교
- 와룡고등학교
- 달서구립 성서도서관

## 행정
- 대구지방조달청
- 대구성서경찰서
- 한국국토정보공사 대구경북본부
- 국민연금공단 대구지역본부
- 대구지방식품의약품안전청
- 대구성서우체국
- 대구시차량등록사업소 서부분소
- 한국법무보호복지공단 대구지부

## 아파트
| 단지명                   | 건설사                             | 시행사                             | 주소                   | 입주        | 비고 |
| ------------------------ | ---------------------------------- | ---------------------------------- | ---------------------- | ----------- | ---- |
| 성서 한빛마을            | ㈜태왕                             | 대한주택공사                       | 달서구 선원남로 99     | 1998년 4월  |      |
| 성서주공 4단지           | ㈜우방                             | 대한주택공사                       | 달서구 성서동로 355-27 | 1996년 11월 |      |
| 성서 우방타운            | ㈜우방                             | ㈜우방                             | 달서구 계대동문로 123  | 1994년 8월  |      |
| 성서 3차 보성타운 (연립) | ㈜보성                             | ㈜보성                             | 달서구 이곡서로 35     | 1997년 5월  |      |
| 성서 2차 화성타운        | 화성산업                           | 화성주택㈜                         | 달서구 성서동로 355-20 | 1997년 12월 |      |
| 동서화성타운             | 화성산업 ㈜동서개발                | 화성산업 ㈜동서개발                | 달서구 이곡공원로 33   | 1997년 12월 |      |
| 보성화성타운             | 화성산업 ㈜보성주택                | 화성산업 ㈜보성주택                | 달서구 계대동문로 99   | 1994년 10월 |      |
| 와룡타운                 | ㈜삼주개발 ㈜에덴주택 ㈜화성개발   | ㈜삼주개발 ㈜에덴주택 ㈜화성개발   | 달서구 이곡동로 32     | 1994년 11월 |      |
| 무지개타운               | ㈜대백종합건설 ㈜한라주택          | ㈜창신 ㈜대백종합건설 ㈜한라주택   | 달서구 선원로 171      | 1997년 12월 |      |
| 푸른마을                 | ㈜청구 ㈜에덴주택 ㈜대청건설       | ㈜청구 ㈜에덴주택 ㈜대청건설       | 달서구 선원로 137      | 1997년 11월 |      |
| 한샘타운                 | 한신공영 ㈜평광주택건설 ㈜현대주택 | 한신공영 ㈜평광주택건설 ㈜현대주택 | 달서구 선원남로 77     | 1997년 11월 |      |
| 청남타운                 | ㈜청구 ㈜영남건설                  | ㈜청구 ㈜영남건설                  |                        | 1994년 8월  |      |
| 창신대백한라             | ㈜창신 ㈜대백종합건설 ㈜한라주택   | ㈜창신 ㈜대백종합건설 ㈜한라주택   |                        | 1994년 10월 |      |

## 유통
- 이마트 성서점

## 기타
- 롯데시네마 성서
- 용강서원
- 성서국민체육센터
- 성서시니어스포츠관

## 종교
- 천주교 대구대교구 성서성당
- 천주교 대구대교구 이곡성당
- 최정심인당

## 공원
- 이곡생수공원
- 이곡장미공원
- 이곡정자공원
- 와룡윗공원
- 와룡아랫공원
- 불무골공원
- 배실웨딩공원